# Ватюков, Василий Тихонович
Васи́лий Ти́хонович Ватюко́в (10 января 1910, Шарибоксад, Сотнурская волость, Царевококшайский уезд, Казанская губерния, Российская империя — 21 декабря 1985, Красногорский, Звениговский район, Марийская АССР, РСФСР, СССР) — марийский советский партийный деятель. Заместитель Председателя Президиума Верховного Совета Марийской АССР II созыва (1947—1951). Член ВКП(б) с 1936 года.

## Биография
Родился 10 января 1910 года в дер. Шарибоксад ныне Волжского района Марий Эл в крестьянской семье.
Окончил школу I ступени в родной деревне, до 20 лет занимался земледелием. В сентябре 1930 года стал курсантом Марийской областной партийной школы в Йошкар-Оле, затем — студентом двухгодичного отделения Марийской высшей коммунистической сельскохозяйственной школы. По её окончании работал в разных районах республики: был председателем правления сельхозартели «Чобык», председателем рабочего комитета при машинно-тракторной станции в Новоторъяльском районе, секретарём комитета ВЛКСМ стеклозавода «Красный стекловар» в Моркинском районе, инспектором уполномоченного Народного комитета заготовок в Сотнурском районе Марийской АССР.
В 1936 году принят в ВКП(б). В 1938 году заступил на партийную работу в Сотнурском райкоме ВКП(б) МарАССР: заведующий парткабинетом, секретарь, в 1943—1946 годах — второй секретарь, в 1950—1952 годах — первый секретарь Сотнурского райкома ВКП(б). В 1946—1947 годах был председателем Моркинского райисполкома, а в 1949—1950 годах — председателем Сотнурского райисполкома МарАССР. В 1949 году окончил Горьковскую партийную школу. 
В 1953 году направлен в Сотнурский (позднее — Волжский) район МарАССР: до 1955 года был председателем колхоза имени В. И. Ленина, затем — заместителем директора по политической части Сотнурской машинно-тракторной станции, директором Сотнурского маслозавода, председателем Сотнурского сельпо, а в 1963—1966 годах — председателем колхоза имени XXII партсъезда.
В 1947—1955 годах избирался депутатом Верховного Совета Марийской АССР II и III созыва. В 1947—1951 годах — заместитель Председателя Президиума Верховного Совета Марийской АССР II созыва.
Награждён орденом «Знак Почёта», медалями, в том числе медалью «За трудовое отличие, а также Почётной грамотой Президиума Верховного Совета Марийской АССР.
Ушёл из жизни 21 декабря 1985 года в п. Красногорский Звениговского района Марийской АССР. Похоронен на родине. 

## Награды
- Орден «Знак Почёта» (1951)[1][3][4][5]
- Медаль «За трудовое отличие» (1946)[1][3][4][5]
- Медаль «За доблестный труд в Великой Отечественной войне 1941—1945 гг.»[3][4][5]
- Медаль «За доблестный труд. В ознаменование 100-летия со дня рождения Владимира Ильича Ленина»
- Почётная грамота Президиума Верховного Совета Марийской АССР (1946)[1][3][4][5]